# Jakob Nietlispach
Jakob Nietlispach (* 9. Juni 1848 in Beinwil (Freiamt); † 19. November 1918 in Muri) war ein Schweizer Landwirt, Richter und Politiker (Konservative Volkspartei, heutige CVP). Er vertrat den Kanton Aargau von 1893 bis 1918 im Nationalrat.

## Biografie
Der Sohn eines Landwirts besuchte zunächst die Gemeindeschule in seiner Heimatgemeinde Beinwil. Im Alter von zwölf Jahren wurde er Vollwaise, weshalb er nach Wohlen zu seinem Onkel, dem Domherrn Josef Nietlispach, zog und bei ihm aufwuchs. Volljährig geworden, übernahm er den väterlichen Hof im Grüt oberhalb von Beinwil, ausserdem kaufte er 1876 zum bisherigen Besitz die Mühle im Ortsteil Winterschwil hinzu. Neben seiner Haupttätigkeit als Landwirt arbeitete er von 1873 bis 1879 nebenberuflich als Gemeindeschreiber von Beinwil. 1874 gehörte er zu den Mitbegründern der Spar- und Leihkasse Oberfreiamt, deren Verwaltungsratspräsident er ab 1899 war. Zusätzlich hatte er von 1912 bis 1917 das Amt des Bezirksamtmanns inne.
Nietlispachs politische Karriere begann im Jahr 1879 mit der Wahl zum Gemeindeammann von Beinwil; dieses Amt übte er drei Jahre lang aus. 1880 folgte die Wahl in den Aargauer Grossen Rat, er musste sein Mandat aber 1882 niederlegen, nachdem er zum Bezirksrichter ernannt worden war. 1884/85 war er als Mitglied des Verfassungsrates an der Ausarbeitung einer neuen Kantonsverfassung beteiligt. Von 1885 bis 1912 amtierte er als Präsident des Bezirksgerichts im Bezirk Muri. Die neue Verfassung ermöglichte es ihm, 1885 wieder in den Grossen Rat gewählt zu werden, dem er bis zu seinem Tod angehörte.
In den Jahren 1898/99 war Nietlispach der erste konservative Grossratspräsident nach der Verfassungsrevision. Ausserdem präsidierte er ab 1902 die konservative Fraktion im Grossen Rat. Bei den Parlamentswahlen 1893 wurde Nietlispach im Wahlkreis Aargau-Südost in den Nationalrat gewählt. Achtmal in Folge gelang ihm die Wiederwahl, wobei er bei jeder Wahl aufgrund seiner Unbestrittenheit ohne Konkurrenz antrat. Im Parlament in Bern setzte er sich besonders weltanschauliche und landwirtschaftliche Anliegen ein; ihm folgte der spätere Präsident des Bundesgerichts, Jakob Strebel, in den Nationalrat. Nietlispach war ein Förderer des landwirtschaftlichen Genossenschaftswesens, so gehörte er von 1885 bis 1917 dem Verwaltungsrat der Spar- und Leihkasse Nidwalden an. Im Jahr 1917 war er Delegierter des Schweizerischen Bauernverbands und eidgenössischer Feldkommissär.
Sein Sohn Emil Nietlispach war später ebenfalls Nationalrat sowie Parteipräsident.